# Distretto di Salang
Il distretto di Salang è un distretto dell'Afghanistan appartenente alla provincia del Parvan.